# Допіряк Сергій Артемович
Сергі́й Арте́мович Допіря́к (1976—2024) — полковник, Державної прикордонної служби України, учасник російсько-української війни.
22 березня 2024 року похований в селі Круглик Хотинської громади.

## Нагороди
За особисту мужність і героїзм, виявлені у захисті державного суверенітету та територіальної цілісності України, вірність військовій присязі під час російсько-української війни
- нагороджений орденом Данила Галицького (27.5.2015).
- нагороджений орденом Богдана Хмельницького II ступеня[1].
- нагороджений орденом Богдана Хмельницького III ступеня[2].